# Perui villásszarvas
A perui villásszarvas (Hippocamelus antisensis) az emlősök (Mammalia) osztályának párosujjú patások (Artiodactyla) rendjébe, ezen belül a szarvasfélék (Cervidae) családjába és az őzformák (Capreolinae) alcsaládjába tartozó faj.

## Előfordulása
A perui villásszarvas fő előfordulási területe a Peru középső részén levő Andok és Bolívia. De állományai találhatók Chile legészakkeletibb részein és Észak-Argentínában. Argentínában 2000-3000 méteres tengerszint feletti magasságig hatol fel, míg Peruban akár 5000 méteres magasságig is felhatol.

## Megjelenése
Közepes méretű szarvasféle. Az átlagos fej-testhossza 128-146 centiméter között mozog, a farokhossza 11-13 centiméteres és marmagassága 69-80 centiméter közötti. A kifejlett állat 69-80 kilogrammos lehet. Mint minden szarvasfélénél, a perui villásszarvas esetében is a bika nagyobb és nehezebb a sutánál. A szőrzete homok sárga színű, fehér foltokkal a torkon, nyakon, faroknál, ivarszervnél és a mellső lábak belső részén. A suta homlokán sötétbarna folt látható; mindkét nem orra fölött Y vagy V alakú fekete mintázat van. Csak a bikának van agancsa; ez általában 27 centiméteres és csak két ágból áll. A bika felső állcsontján (maxilla) szemfogak láthatók; ezek a szemfogak a legtöbb sutánál hiányzanak, de nem mindegyiknél.

## Életmódja
A vízközeli hegyi legelőket és bozótosokat kedveli. A sziklás térségeket sem kerüli el. Perjefélékkel és lágy szárú növényekkel táplálkozik. Ha lehetősége van, az emberek kultúrtájait is meglátogatja, főleg a burgonya-, árpa- és takarmánylucerna-földeket. Laza, körülbelül 30 fős csordákban él, néhány naponként a csordák tagjai kicserélődhetnek, vagy a csordák fel is bomolhatnak. Az ideiglenes csordákat általában idősebb suták vezetik.

## Szaporodása
A szaporodási időszaka május és július között van. Ilyenkor a nagyobb csordák felbomlanak kisebbekre; néhány suta egy-egy erősebb bika köré gyűl. Ekkortájt a bikák agresszívak egymással szemben, és a lábak felemelésével, valamint az agancsok mutatásával próbálják egymást elijeszteni. Ez időszak után - szeptemberben - az agancsok lehullanak. Az új agancs decemberben kezd nőni, és februárban bomlik le a háncsa. A vemhesség körülbelül 240 napig tart; ennek végén, január és március között, egyetlen borjú jön világra; az élőhelyén ekkortájt van az esős évszak. Fogságban, nagy ritkán ikerborjak is születnek. Az anyaállat ellés előtt és után egy hónapra távol marad a csordától.

## Képek

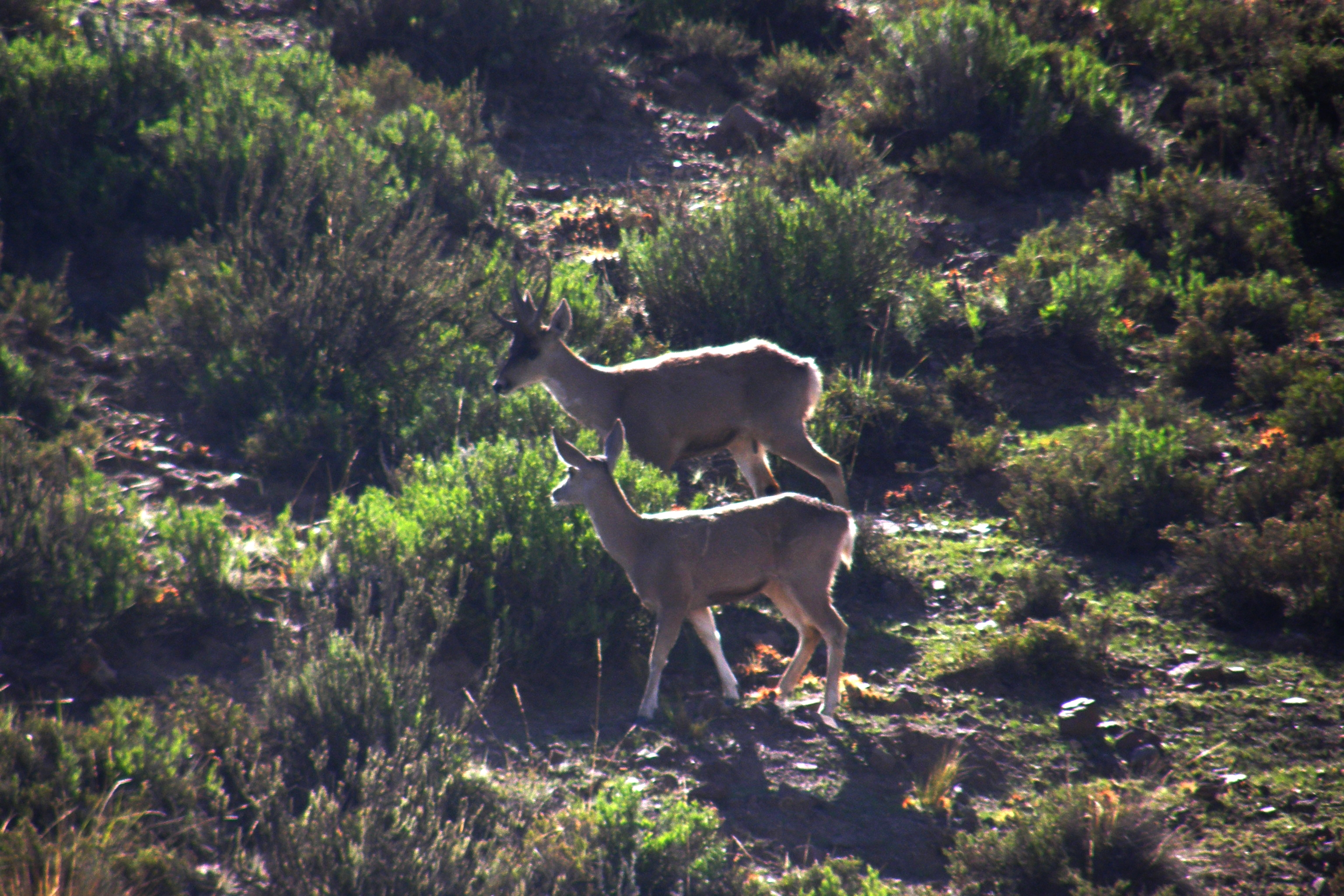
Párban
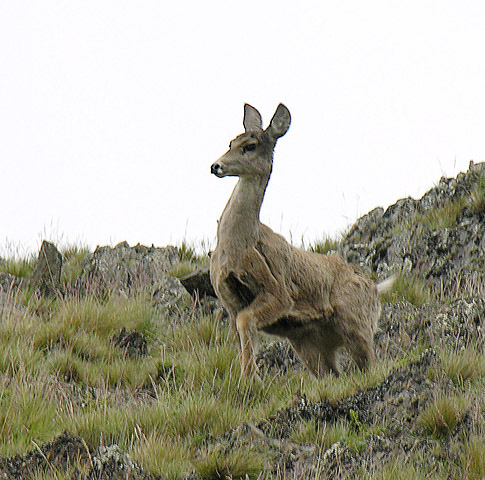
A
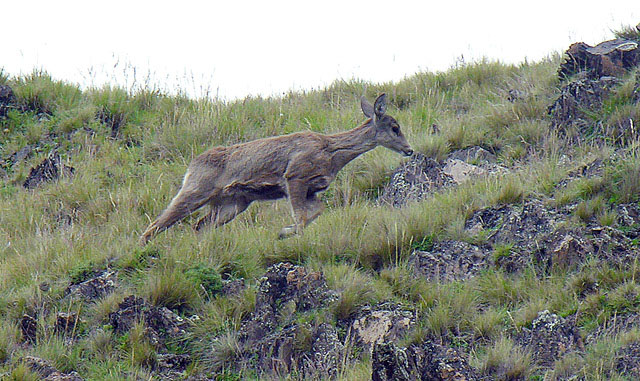
suta
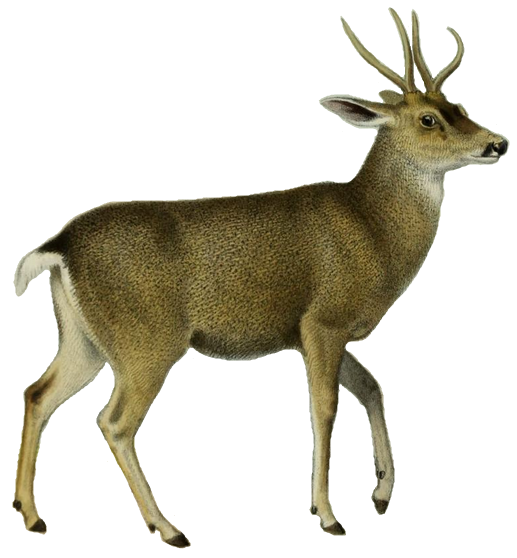
Rajzok
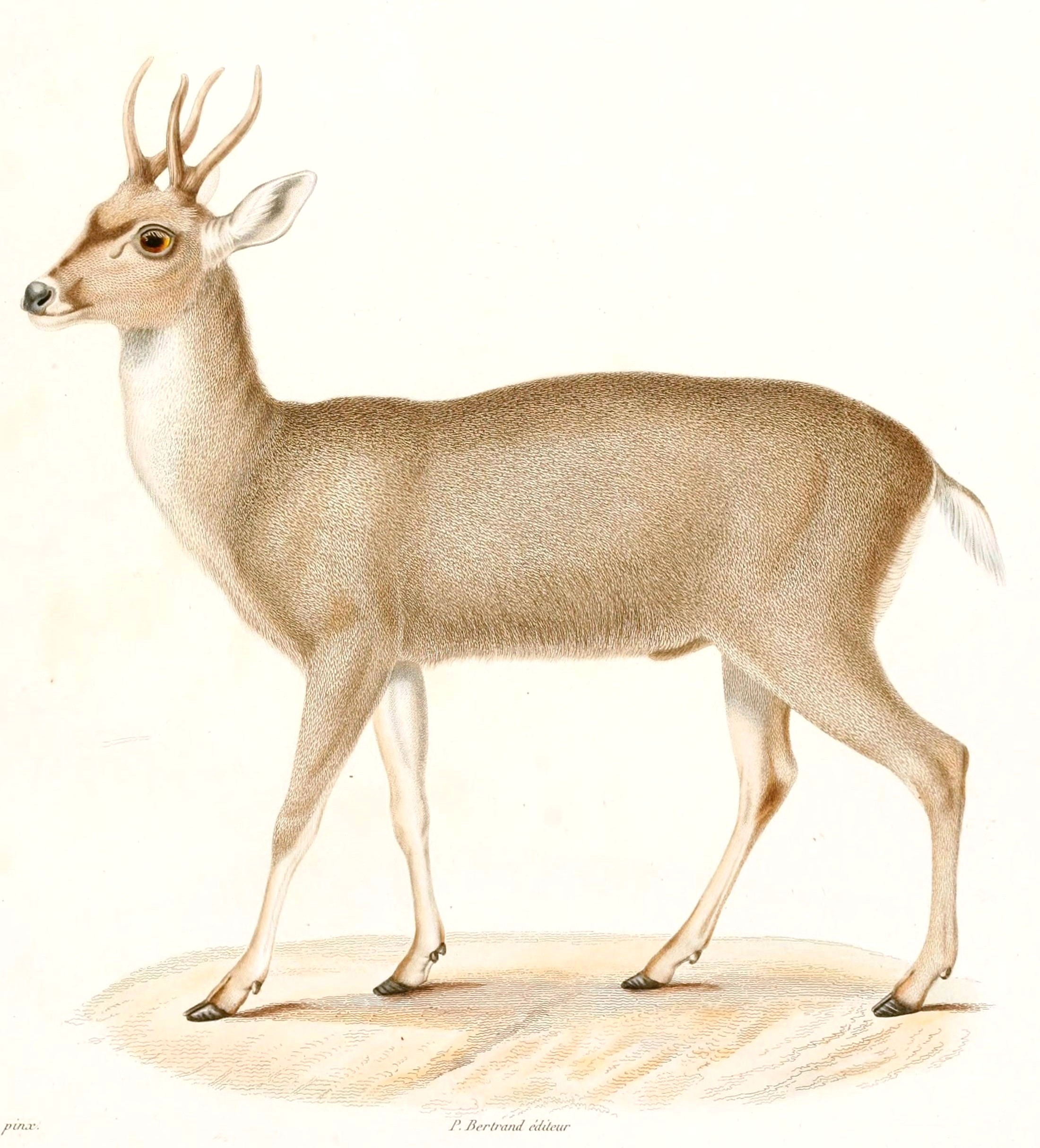
a bikáról

### Fordítás
- Ez a szócikk részben vagy egészben  a   Taruca című angol Wikipédia-szócikk ezen változatának fordításán alapul.  Az eredeti cikk szerkesztőit annak laptörténete sorolja fel. Ez a jelzés csupán a megfogalmazás eredetét és a szerzői jogokat jelzi, nem szolgál a cikkben szereplő információk forrásmegjelöléseként.